# Bolxie Ivànkovo
Bolxie Ivànkovo (en rus: Большое Иваньково) és un poble de l'óblast de Vladímir, a Rússia, segons el cens del 2010 tenia 68 habitants. Pertany al districte municipal de Sóbinka.